# Operação Refúgio dos Aliados
A Operação Refúgio dos Aliados é uma operação militar dos Estados Unidos iniciada em julho de 2021 para transportar por via aérea civis afegãos selecionados em risco, particularmente intérpretes, funcionários da embaixada dos EUA e outros candidatos a Visto de Imigrante Especial (SIV), do Afeganistão. Os EUA também ajudou a OTAN e aliados regionais em seus respectivos esforços de evacuação no Aeroporto Internacional de Cabul . A operação era simultânea à maior retirada americana do Afeganistão .

## Histórico operacional

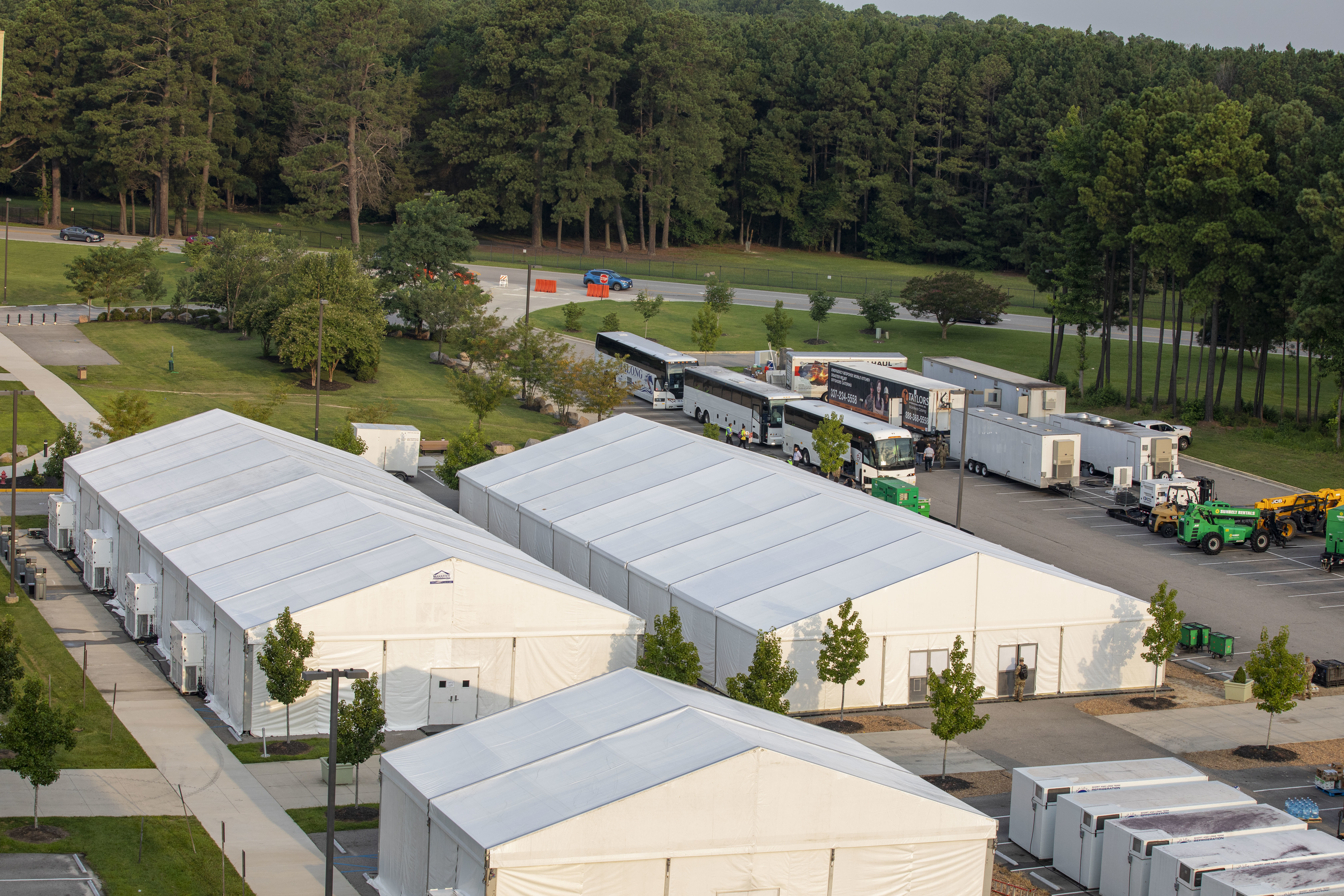
Serviço de refeições temporárias e instalações de processamento para candidatos a imigrantes especiais afegãos em Fort Lee, Virgínia, julho de 2021

O nome da operação foi revelado oficialmente em 14 de julho de 2021 pelo governo Biden.
Em 30 de julho de 2021, o primeiro grupo de 200 intérpretes afegãos chegou a Fort Lee, Virgínia, para o processamento do SIV, com pelo menos 20.000 portadores e requerentes do SIV em processo de realocação.
Em 12 de agosto, após a deterioração da situação no Afeganistão, o governo Biden anunciou que 3.000 soldados americanos seriam enviados ao Aeroporto Internacional de Cabul para garantir a evacuação do pessoal da embaixada, cidadãos americanos e candidatos ao SIV. Em 15 de agosto, após a queda de Cabul, o Pentágono e o Departamento de Estado anunciaram a expansão da presença militar no aeroporto para quase 6.000 soldados. Os militares dos EUA assumiram o controle do controle de tráfego aéreo do aeroporto no final do dia. Em 16 de agosto, um avião de carga C-17, que geralmente inclui menos de 150 paraquedistas, evacuou com segurança cerca de 823 pessoas para a Base Aérea de Al Udeid, no Catar .
O Pentágono confirmou o chefe do Comando Central dos EUA, General Kenneth F. McKenzie Jr., que se reuniu com líderes do Talibã locados em Doha, capital do Catar. Os oficiais do Talibã concordaram com os termos estabelecidos por McKenzie para os refugiados fugirem usando o aeroporto de Cabul.

## Número de indivíduos
Em 17 de agosto, aproximadamente 1.100 pessoas foram evacuadas em 13 voos. A Casa Branca disse que mais de 3.200 cidadãos americanos, residentes permanentes e refugiados foram evacuados do país e quase 2.000 intérpretes afegãos foram transportados para os EUA para o processamento do SIV. Em 18 de agosto, aproximadamente 2.000 pessoas foram evacuadas. O Departamento de Estado disse que voos militares dos EUA evacuaram quase 5.000 pessoas do país. Em 19 de agosto, aproximadamente 2.000 pessoas foram evacuadas. O Pentágono disse que evacuou cerca de 7.000 pessoas do país. Em 20 de agosto, aproximadamente 5.700 pessoas foram evacuadas em 16 voos. O Pentágono disse que retirou cerca de 12.700 pessoas do país.

## Vítimas
Em 16 de agosto, pelo menos oito pessoas foram mortas no Aeroporto Internacional de Cabul enquanto milhares de pessoas tentavam embarcar em aviões à força. Pelo menos duas pessoas foram vistas caindo do céu para a morte após se agarrarem ao trem de pouso de um avião de carga C-17 que partia, enquanto pelo menos três pessoas agarradas à lateral de um jato da Força Aérea foram mortas após serem atropeladas. Restos de outro afegão morto foram encontrados no trem de pouso do C-17 americano, depois que os pilotos foram forçados a fazer um pouso de emergência em um país próximo porque não conseguiram retrair o trem de pouso. O Pentágono disse que dois homens armados que atiraram contra uma multidão foram mortos por soldados americanos.